# (260508) Alagna
(260508) Alagna ist ein Asteroid des inneren Hauptgürtels, der vom französischen Informatiker und Amateurastronomen Jean-Claude Merlin am 3. März 2005 am vollautomatischen Ritchey-Chrétien-81-cm-Teleskop des Tenagra II Observatory in Nogales, Arizona (IAU-Code 926) entdeckt wurde. Das Teleskop konnte Merlin bei der Entdeckung von Frankreich aus ansteuern.
Der Asteroid wurde am 25. April 2013 nach Roberto Alagna benannt, einem französischen Opernsänger (Tenor) sizilianischer Herkunft.